# Can Budallés
Can Budallés (o Can Budellers, en la forma normalitzada) és un monument protegit com a bé cultural d'interès local del municipi de Ripoll (Ripollès). Des del 2011 acull el Museu Etnogràfic de Ripoll.

## Descripció
Es tracta d'una casa senyorial emblemàtica que antigament tenia dues torres fortificades a la façana de la plaça Abat Oliba això el convertia en un edifici rellevant del municipi de Ripoll. Les dues façanes de l'immoble són molt diferents. D'una banda tenim planta baixa i dos pisos i de l'altra planta baixa i tres pisos. D'aquest edifici destaca la porta d'accés d'arc de mig punt amb dovelles ben marcades precedida per un altre arc que sobresurt fet amb paredat de forma irregular. Al damunt hi ha un balcó amb una llinda tallada en forma d'arc conopial.
Pel que fa a l'altra façana el més curiós és la galeria amb un arc de mig punt que es repeteix en els tres pisos. El de dalt de tot està tapiat. En un extrem hi ha tres finestres juntes d'arc de mig punt. La resta d'obertures estan distribuïdes de forma irregular. La coberta és de teula àrab.

## Història
La casa, originàriament, fou propietat de la família Descatllar, de la qual sobresortí Ramon Descatllar, abat del monestir de Ripoll (1383-1408). La primera constància documentada, però, data de 1624, quan Lluís Descatllar, governador general del Principat de Catalunya, va vendre la finca a Jeroni Joan Colí, doctor en dret. Posteriorment en van ser propietaris les famílies Lissaga i Gavella.

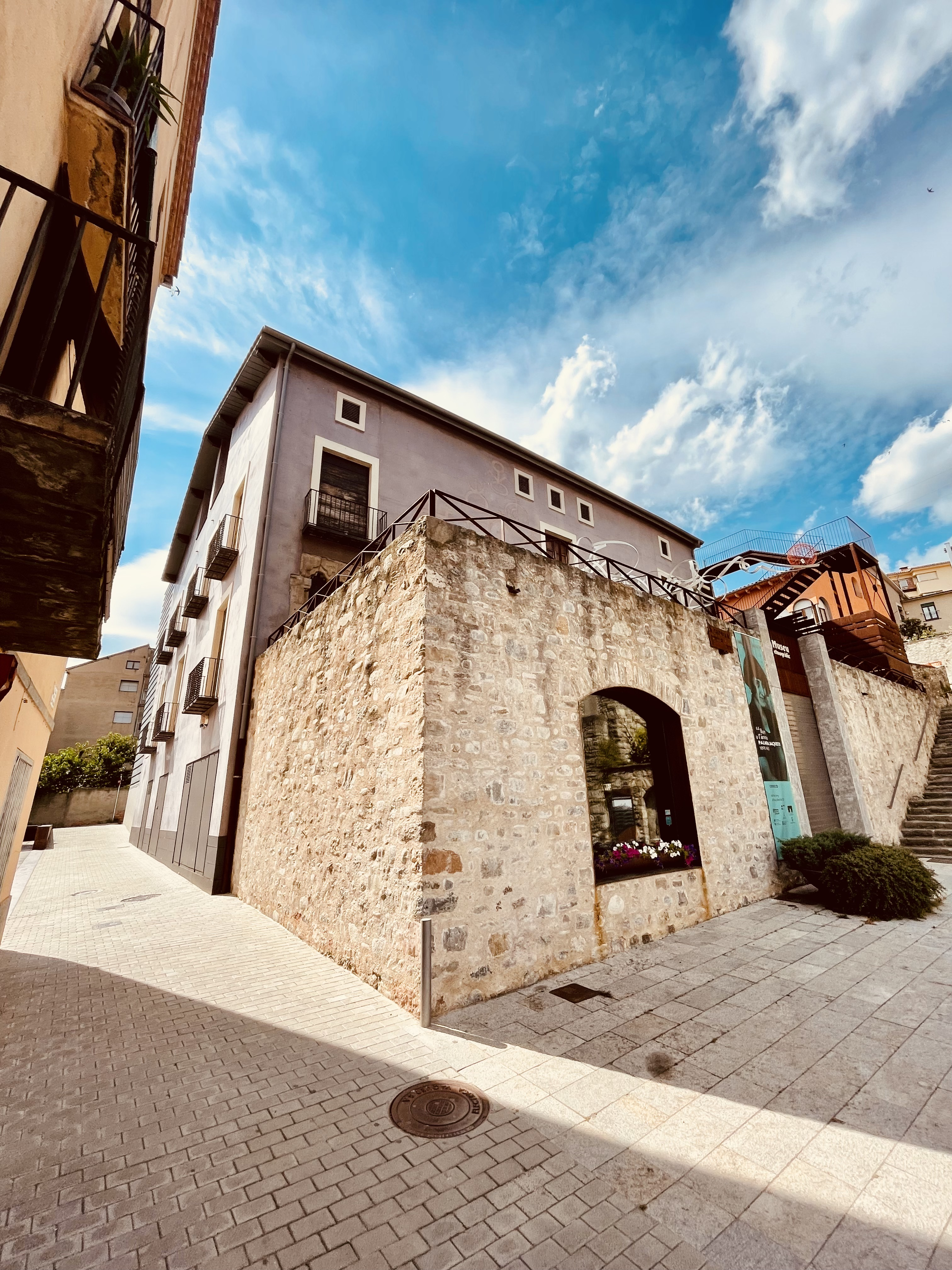
Entrada de Can Budellers vista des de la plaça de l'Abat Oliba.

L'any 1793, Eudald Gavella, notari de Tarragona, va vendre la casa al ripollès Agustí Deop, la pubilla del qual es casà amb un membre de la família Budallés, originària de Figueres. Amb posterioritat a 1799 la família Budallés adoptà la forma nobiliària de davant del cognom. La casa, entre moltes altres personalitats, ha tingut com a hostes distingits, en especial durant la Tercera Guerra Carlina, el general Francesc Savalls i els pretendents carlins Alfons i María de las Nieves de Braganza de Borbón. Es diu que el rostre de l'estàtua que hi ha a la plaça de l'Ajuntament està inspirat en les faccions bellíssimes de la dona que vivia a la casa Budallés, a finals del segle xix.